# The Mathematical Gazette
The Mathematical Gazette est une revue scientifique de l'enseignement des mathématiques qui paraît trois fois par an et qui publie « des articles sur l'enseignement et l'apprentissage des mathématiques avec une attention particulière sur la tranche d'âge 15-20 ans, et sur des expositions de domaines attractifs des mathématiques ».

## Historique
Le journal a été créé en 1894 par Edward Mann Langley (en) pour prendre la suite du  « Reports of the Association for the Improvement of Geometrical Teaching ». La revue est éditée par la Mathematical Association (en) et, depuis 2015, par  Cambridge University Press. William John Greenstreet a été son rédacteur en chef pendant plus de trente ans (1897–1930). Depuis 2000, le rédacteur en chef est Gerry Leversha,. Elle vise à susciter l'intérêt pour les questions mathématiques et les problèmes de calcul sous une forme attrayante et propose régulièrement une section consacrée à des problèmes mathématiques.
Les volumes sont numérotés annuellement, et les numéros consécutivement : en novembre 2021 est paru le numéro 564, du volume 105

## Editeurs[8]
- Edward Mann Langley : 1894-1896
- Francis Sowerby Macaulay : 1896-1897
- William John Greenstreet : 1897-1930
- Alan Broadbent : 1930-1955
- Reuben Goodstein : 1956-1962
- Edwin A. Maxwell : 1962-1971
- Douglas Quadling : 1971-1980
- Victor Bryan : 1980-1990
- Nick MacKinnon : 1990-1994
- Steve Abbot : 1994-2000
- Gerry Leversha : depuis 2000